# نيمور
نيم‌ور (بالفارسية: نیم‌ور) هي مدينة تقع في إيران في Central District (Mahallat County). يقدر عدد سكانها بـ 5,731 نسمة .